# Премьер-министр Капской колонии
Премьер-министр Капской колонии — государственная должность Капской колонии, существовавшая с 1872 по 1910 год.

## История
Должность была учреждена 1 декабря 1872 года, после того, как новый губернатор сэр Генри Баркли был отправлен из Лондона с мандатом на осуществление самоуправления. Джон Мольтено, предприниматель и депутат парламента Капской колонии, давно настаивающий на том, что местное правительство должно обладать большей самостоятельностью и не зависеть от решений метрополии, выдвинул законопроект в парламент. Билль был поддержан губернатором, и Мольтено стал первым премьер-министром Капской колонии.
Пост был упразднён 31 мая 1910 года, когда Капская колония вступила в Южно-Африканский Союз.

## Премьер-министры Капской колонии
| Номер | Имя                              | Партия                  | Вступил в должность | Ушел с поста    |
| ----- | -------------------------------- | ----------------------- | ------------------- | --------------- |
| 1     | Сэр Джон Чарльз Молтено          | Беспартийный            | 1 декабря 1872      | 5 февраля 1878  |
| 2     | Сэр Джон Гордон Спригг           | Беспартийный            | 6 февраля 1878      | 8 мая 1881      |
| 3     | Томас Чарльз Сканлен             | Беспартийный            | 9 мая 1881          | 12 мая 1884     |
| 4     | Томас Апингтон                   | Беспартийный            | 13 мая 1884         | 24 ноября 1886  |
| —     | Сэр Джон Гордон Спригг (2-й раз) | Беспартийный            | 25 ноября 1886      | 16 июля 1890    |
| 5     | Сесил Джон Родс                  | Беспартийный            | 17 июля 1890        | 12 января 1896  |
| —     | Сэр Джон Гордон Спригг (3-й раз) | Независимый             | 13 января 1896      | 13 октября 1898 |
| 6     | Вильям Филип Схрейнер            | Беспартийный            | 13 октября 1898     | 17 июня 1900    |
| —     | Сэр Джон Гордон Спригг (4-й раз) | Прогрессивная партия    | 18 июня 1900        | 21 февраля 1904 |
| 7     | Линдер Старр Джеймсон            | Прогрессивная партия    | 22 февраля 1904     | 2 февраля 1908  |
| 8     | Джон Ксавье Мерриман             | Южно-Африканская партия | 3 февраля 1908      | 31 мая 1910     |